# إيبر سيمبسون (سياسي)
إيبر سيمبسون هو سياسي أمريكي، ولد في 8 أغسطس 1863 في إلينبورغ في الولايات المتحدة، وتوفي في 19 نوفمبر 1919. نشط حزبياً في الحزب الجمهوري. وقد انتخب عضو جمعية ولاية ويسكونسن ‏.